# Sesso e carattere
Sesso e carattere (Geschlecht und Charakter) è un saggio filosofico pubblicato per la prima volta nel maggio 1903 da Otto Weininger; è stato pubblicato in italiano da Fratelli Bocca Editori nel 1922, da Feltrinelli editore nel 1979, da Studio tesi, dalle Edizioni Mediterranee e più recentemente da Mimesis Edizioni.
Si tratta dell'opera principale dell'autore, morto suicida pochi mesi dopo; uno dei classici del modernismo viennese, ha avuto un impatto enorme sulla vita culturale di lingua tedesca in quel primo scorcio di secolo.

## Origine
Nel 1980 negli archivi dell'accademia austriaca delle scienze vennero rinvenute in due confezioni sigillate le versioni originali di Sesso e carattere, depositate dallo stesso Weininger tra l'estate 1901 e la primavera 1902: i suoi titoli sono Eros e psiche. Studio bio-psicologico e Sulla teoria della vita.
Nell'autunno 1901 Weininger presenta il suo lavoro Eros und Psyche ai suoi professori d'università (Erich Jodl e Lorenz Müllner) come tesi di laurea e con questa diventa dottore in filosofia; poco dopo ha anche un incontro con Sigmund Freud, nella speranza di ottenere una raccomandazione presso un editore, ma senza esito. Corretta e riveduta, con l'aggiunta dei tre ampi capitoli conclusivi, nel 1903 appare finalmente nelle librerie Sesso e carattere - Un'indagine fondamentale, stampato da "Wilhelm Braumüller Universitäts-Verlagsbuchhandlung", una casa editrice privata tra le più antiche della capitale dell'Impero.

## Struttura e argomenti trattati
Il saggio rappresenta l'opera teorica principale del filosofo austriaco; si tratta di una rielaborazione della sua tesi di laurea, a cui vengono aggiunti i tre capitoli fondamentali intitolati L'essenza della donna e il suo senso dell'universo, L'Ebraicità e Donna e l'umanità, nei quali vengono esposte idee di stampo misogino e antisemita, seguendo le tracce di matrice razzista lasciate dall'opera di Houston Stewart Chamberlain intitolata I fondamenti del XIX secolo (1899).
Tutta la sua interpretazione si concentra su una questione di genere, dove uomo-donna vengono visti come due poli eternamente contrapposti. A partire da queste premesse, Weininger crea una filosofia dualistica che tenta di trasformare in una sorta di mitologia sessuale (un "mito" basato sulla distinzione sessuale maschile-bene, femminile-male). Nel suo diario (Taccuino e lettere, Studio tesi, 1986) scrive "L'odio nei confronti della donna non è altro che odio nei confronti di quella parte di donna dentro di sé"; questa frase, assieme ad altre in cui parla della necessità di superare i propri caratteri sessuali femminili, ha dato luogo a sospetti circa una sua presunta omosessualità repressa.
Il libro è suddiviso in due parti, la prima di sei, la seconda di quattordici capitoli:

### Parte I: Le varietà sessuali
L'attenzione si concentra sulle questioni di genere: uomo e donna, maschile e femminile, sono i due poli contrapposti attorno a cui ruota il mondo.
- Capitolo 1: "Uomini" e "donne"

Tutto il ragionamento dell'autore si costruisce a partire da questa opposizione archetipica tra i sessi: la femmina è sempre moralmente e mentalmente inferiore al maschio.
- Capitolo 2: Arrenoplasma e Teliplasma

La natura umana è originariamente androgina-bisessuale, in ogni individuo sono presenti psicologicamente entrambi i caratteri (maschile e femminile): più un individuo possiede in sé i caratteri maschili più si eleva e, viceversa, più possiede in sé i caratteri femminili più si abbassa e degenera allo stato animalesco e materiale.
- Capitolo 3: Le leggi dell'attrazione sessuale

Ogni individuo prova attrazione nei confronti del proprio complemento sessuale, un essere con 3/4 di carattere maschile sarà attratto da uno con 3/4 di carattere femminile: il grado d'emancipazione umana è dato dall'aumento di carattere maschile e dalla diminuzione di quello femminile. Il maschio deve eliminare il suo interesse per il carattere femminile, mentre il grado d'emancipazione della donna dipende dalla sua acquisizione di carattere maschile.
- Capitolo 4: Omosessualità e pederastia

Essendo l'umanità naturalmente bisessuale, l'omosessualità è perfettamente innata e le sue componenti prodotte geneticamente; qualsiasi condanna o rifiuto di tipo religioso-moralistico è pertanto completamente assurdo, inutile e del tutto privo di senso. Come l'ebreo e la donna, così l'"invertito" è degenerato in quanto s'allontana dalla perfezione costituita dai caratteri maschili.
L'omosessuale, nella misura in cui si "femminilizza" si rende più simile alla donna, diventa quindi geneticamente inferiore all'uomo più vero e autentico. All'opposto la donna lesbica, acquisendo in sé i caratteri maschili, si eleva e migliora rispetto alla sua naturale condizione di inferiorità in quanto femmina.
- Capitolo 5: Caratteriologia e morfologia
- Capitolo 6: Le donne emancipate

Il grado di emancipazione di ogni maschio e di ogni femmina dipende dal grado di "carattere maschile" che riesce ad acquisire dentro di sé. Conclusione: "Il più grande nemico dell'emancipazione della donna è la donna stessa". L'emancipazione civile della donna (diritto di voto ecc) dovrebbe essere riservata solo a quel tipo particolare di donne con un carattere più maschile: per potersi liberare dai suoi ruoli di genere la donna deve smettere di esser femmina per diventare sempre più uomo.

### Parte II: I tipi sessuali
- Capitolo 1: L'uomo e la donna
- Capitolo 2: Sessualità maschile e sessualità femminile
- Capitolo 3: Coscienza maschile e coscienza femminile
- Capitolo 4: Qualificazione spirituale e genialità
- Capitolo 5: Qualificazione spirituale e memoria
- Capitolo 6: Memoria, logica ed etica
- Capitolo 7: La logica, l'etica e l'Io
- Capitolo 8: Il problema dell'Io e la genialità

Una parte molto ampia di tutto il trattato è dedicata alla riflessione sulla natura del genio. Weininger sostiene che non esiste una "genialità particolare", ad esempio per la matematica o la musica, ma che c'è invero solo una genialità universale in senso metafisico (universale la quale tutto comprende e contiene in sé: in cui tutto esiste ed ha un senso compiuto. Conclude affermando che una parte di genio è probabilmente presente in tutte le persone in una certa misura.
- Capitolo 9: Psicologia maschile e psicologia femminile

Il discorso sugli aspetti maschili e femminili della personalità parte dal presupposto che in tutti gli esseri viventi si può trovare una proporzione dei 2 caratteri, nessuno è femmina o maschio in forma pura ma sempre combinato al suo opposto (come già espresso in "Le leggi dell'attrazione sessuale"). Il carattere maschile è attivo, produttivo, cosciente e morale, in una parola logico; mentre quello femminile è passivo e sterile, incosciente ed istintivamente amorale, illogico, irrazionale e tellurico.
- Capitolo 10: Maternità e prostituzione

Per tutte quelle donne incapaci di togliere da sé gli stigmi del carattere femminile non rimane altro che seguire la via destinata alle femmine di ogni specie, cioè consumarsi a seguito della funzione sessuale che la domina e caratterizza maggiormente: sia con l'atto in qualità di prostituta, sia con il prodotto come madre di famiglia. Più una donna è femminile e più incarna la sua irrazionale tendenza alla lussuria, ad essa rimarrà sempre del tutto inaccessibile il mondo delle idee.
- Capitolo 11: Erotica ed estetica

Disquisendo su sessualità e castità si afferma che l'essere femminile è per sua più intima natura sensuale e del tutto dominato e schiavo delle sue funzioni fisiche/corporee/sessuali. Al contrario il maschio (o il carattere maschile interno ad ognuno) ha il dovere di diventare niente meno che un genio creatore; questo compito di ricerca fa sì che debba rinunciare al volgare amore sessuale per la donna, per dirigersi in direzione di un amore astratto nei confronti dell'assoluto divino e che troverà all'interno di sé stesso.
- Capitolo 12: L'essenza della donna e il suo senso dell'universo

Tanto più una donna è "femmina", tanto più essa incarna un desiderio puramente irrazionale; solo come moglie di un uomo può ricevere una nuova forma più alta di vita. La femminilità è incapace di elevazione spirituale e produttività creativa.
- Capitolo 13: L'Ebraicità

L'ebreo è per sua intima natura una "femmina", grazie al suo nucleo naturale innato preminentemente istintivo e mai autenticamente religioso. Il "giudaismo" è intriso di femminilità, l'ebreo è una donna e quindi, come ella, inferiore geneticamente rispetto all'uomo autentico: entrambi, ebrei e donne, sono solo corpo materiale, del tutto privi di mente, anima e morale; incapaci di qualsiasi forma d'ascetismo sessuale, sono una minaccia costante per l'uomo.
Anche Gesù Cristo era un ebreo, ma è giunto a superare in se stesso completamente questa sua condizione di nascita; pertanto è l'uomo più grande e perfetto che sia mai esistito. Il cristianesimo, a differenza dell'ebraismo a forte prevalenza femminile, ha caratteristiche più maschili, pertanto ampiamente più elevate e positive.
- Capitolo 14: La donna e l'umanità

La nuova umanità deve costruirsi su una nuova mascolinità, che porti a compimento un nuovo ordine sociale: mentre "Il fallo è il destino della donna", "La donna non ha un ego, è puro nulla", essa è per natura moralmente e mentalmente inferiore all'uomo, incapace com'è di orientamento spirituale e di produttività creativa. La conclusione a cui Weininger vuole giungere è quindi che: "L'uomo sarà sempre infinitamente superiore a qualsiasi donna" e che finché domineranno donne ed ebrei non vi sarà mai possibilità di crear un "Drittes Reich" ("Terzo Reich").

### Teoria della bisessualità
Prendendo come punto di partenza i miti dell'India antica riguardanti Ardhanarishvara ed il Simposio di Platone, Weininger sviluppa una sua originale riflessione sulla fisica e psicologia della bisessualità: la lunga tradizione riguardante l'Androgino descritto come fondamento della natura umana (lo stesso Sigmund Freud se ne occuperà prendendo come spunto proprio Weininger). La teoria della bisessualità innata era d'altra parte già ampiamente considerata alla fine dell'800 negli ambienti medico-accademici
Questa stessa idea era stata propugnata, prima di Weininger, da Wilhelm Fliess, che l'aveva fatta a sua volta conoscere al giovane amico e collega Sigmund Freud: Fliess in seguito accusò sia Freud che Weininger di avergli rubato l'idea, fino a far scoppiare una disputa tra i due scienziati per stabilir a chi andasse la priorità della scoperta. Più che dell'accusa di plagio, comunque, Freud sembrò preoccuparsi del fatto che Fliess venisse a conoscenza dei contatti diretti da lui avuti col giovane pensatore suicida.

### Presunte caratteristiche negative archetipiche degli ebrei
Un capitolo particolareggiato viene dedicato da Weininger, lui stesso ebreo convertito l'anno precedente al protestantesimo, all'analisi del carattere ebraico, inscritto all'interno dell'archetipo negativo femminile: caratterizzato pertanto da profonda irreligiosità, senza una vera individualità o anima personale, privo d'un senso forte di giudizio morale.
Il Cristianesimo viene invece descritto come la più alta forma d'espressione di fede mai giunta all'uomo; il giudaismo confrontato ad esso è chiamato forma estrema di vigliaccheria. L'ebreo, a causa della sua natura meschina e femminile è per natura portato ad essere comunista, e come la donna anche l'ebreo è astuto e bugiardo, privo di ragione e d'anima.
Weininger denuncia infine il degrado dei tempi moderni, attribuito in gran parte al carattere più femminile della personalità, quindi anche alle "deleterie influenze ebraiche" nel mondo: l'ebraicità equivale alla femminilità, considerata da lui come il più gran male e corruzione per il genio maschile.

## Notorietà postuma dovuta al suicidio
La morte volontaria di Weininger, avvenuta ad appena 23 anni a Vienna nella stessa stanza d'albergo dove era morto Ludwig van Beethoven, l'uomo considerato come uno dei più grandi geni musicali di tutti i tempi, contribuì a rendere l'autore di Sesso e carattere una vera e propria celebrità postuma all'interno del mondo culturale di lingua tedesca d'inizio '900, e non solo, trasformando inoltre il suo libro in un successo editoriale e ispirando diversi suicidi a imitazione del suo. La sua fama come "nemico delle donne e ebreo che odia sé stesso" fu molto ampia nei primi tre decenni del '900 in tutta la mitteleuropa.
Tra i suoi grandi estimatori August Strindberg, che lo recensì scrivendo di aver probabilmente risolto il più difficile di tutti i problemi filosofici, quello riguardante la donna. Anche il giovane Emil Cioran ne parlò positivamente; influenzò in seguito anche il lavoro di Elias Canetti, Karl Kraus, Robert Musil, Georg Trakl, Ludwig Wittgenstein, Julius Evola (il quale ne tradusse l'opera in italiano), Giovanni Papini, Italo Svevo che lo citò ne La coscienza di Zeno e infine Oswald Spengler, che lo cita nel suo Il tramonto dell'Occidente.

## Edizioni italiane
- Sesso e carattere, introduzione e traduzione di Giulio Fenoglio, pag. 332, Fratelli Bocca, 1912, 1922, 1933, 1939, 1940, 1943, 1944, 1945, 1956.
- Sesso e carattere: una ricerca di base, Introduzione di Franco Rella, trad. di Giulio Fenoglio, pag. 475, Feltrinelli, 1978.
- Sesso e carattere, introduzione di Fausto Antonini, traduzione di Julius Evola, pag. 440, Edizioni Mediterranee, 1992
- Sesso e carattere: un'indagine sui principi, pag. 650, Edizioni Studio Tesi, 1992
- Sesso e carattere, pag. 476, Mimesis, 2012 (ristampa anastatica dell'edizione Feltrinelli del 1978).